# Halenia serpyllifolia
Halenia serpyllifolia är en gentianaväxtart som beskrevs av J.S. Pringle. Halenia serpyllifolia ingår i släktet Halenia och familjen gentianaväxter. Inga underarter finns listade i Catalogue of Life.